# Тянь Тао
Тянь Тао (кит. упр. 田涛, пиньинь Tián Tāo, род. 8 апреля 1994 года, городской округ Ичан, провинция Хубэй, КНР) — китайский тяжелоатлет, выступающий в весовой категории до 96 кг. Серебряный призёр Олимпийских игр 2016 в Рио-де-Жанейро, чемпион Азиатских игр 2014, чемпион мира 2019 года и серебряный призёр чемпионата мира 2018 года.

## Карьера
В начале ноября 2018 года на чемпионате мира в Ашхабаде, китайский спортсмен, в весовой категории до 96 кг, завоевал серебряную медаль мирового первенства, сумев взять общий вес 407 кг. В упражнениях толчок и рывок китайский атлет также показал второй результат.
В сентябре 2019 года на чемпионате мира в Паттайе китайский спортсмен в весовой категории до 96 кг завоевал чемпионский титул в сумме двоеборье с результатом 410 кг. В упражнении рывок он завоевал малую серебряную медаль (180 кг), в упражнении толчок был лучшим с результатом 230 кг.

## Спортивные результаты
| Год  | Соревнование            | Место проведения | Весовая категория | Рывок  | Толчок    | Сумма двоеборья | Место |
| 2013 | Чемпионат мира          | Вроцлав          | до 85 кг          | 160 кг | —         | —               | DNF   |
| 2014 | Азиатские игры          | Инчхон           | до 85 кг          | 163 кг | 218 кг    | 381 кг          | 1     |
| 2014 | Чемпионат мира          | Алма-Ата         | до 85 кг          | 170 кг | 205 кг    | 375 кг          | 6     |
| 2015 | Чемпионат мира          | Хьюстон          | до 85 кг          | 178 кг | —         | —               | DNF   |
| 2016 | Летние Олимпийские игры | Рио-де-Жанейро   | до 85 кг          | 178 кг | 217 кг    | 395 кг          | 2     |
| 2018 | Чемпионат мира          | Ашхабад          | до 96 кг          | 181 кг | 226 кг    | 407 кг          | 2     |
| 2019 | Чемпионат Азии          | Нинбо            | до 96 кг          | 181 кг | 220 кг    | 401 кг          | 1     |
| 2019 | Чемпионат мира          | Паттайя          | до 96 кг          | 180 кг | 230 кг    | 410 кг          | 1     |
| 2021 | Чемпионат Азии          | Ташкент          | до 96 кг          | 175 кг | 211 кг    | 386 кг          | 1     |
| 2023 | Чемпионат Азии          | Чинджу           | до 89 кг          | 165 кг | 222 WR кг | 387 кг          | 2     |